# Верхнеермолги
Верхнеермолги (баш. Үрге Ермолги) — деревня в Белебеевском районе Башкортостана, относится к Ермолкинскому сельсовету. 

## Население
| 2002 | 2009 | 2010 |
| ---- | ---- | ---- |
| 17   | ↘10  | →10  |

Согласно переписи 2002 года, преобладающие национальности — чуваши (71 %), русские (29 %) .

## Географическое положение
Расстояние до:
- районного центра (Белебей): 14 км,
- центра сельсовета (Ермолкино): 6 км,
- ближайшей ж/д станции (Аксаково): 24 км.